# Європейські ігри 2023
Європейські ігри 2023 (пол. III Europejskie Igrzyska 2023 roku; англ. 3rd European Games 2023) — треті Європейські ігри, що проходили у польському Кракові з 21 червня по 2 липня 2023 року. На всіх змаганнях з олімпійських видів спорту, які відбулися на Європейських іграх 2023 року, проходила кваліфікація на літні Олімпійські ігри 2024 року в Парижі.

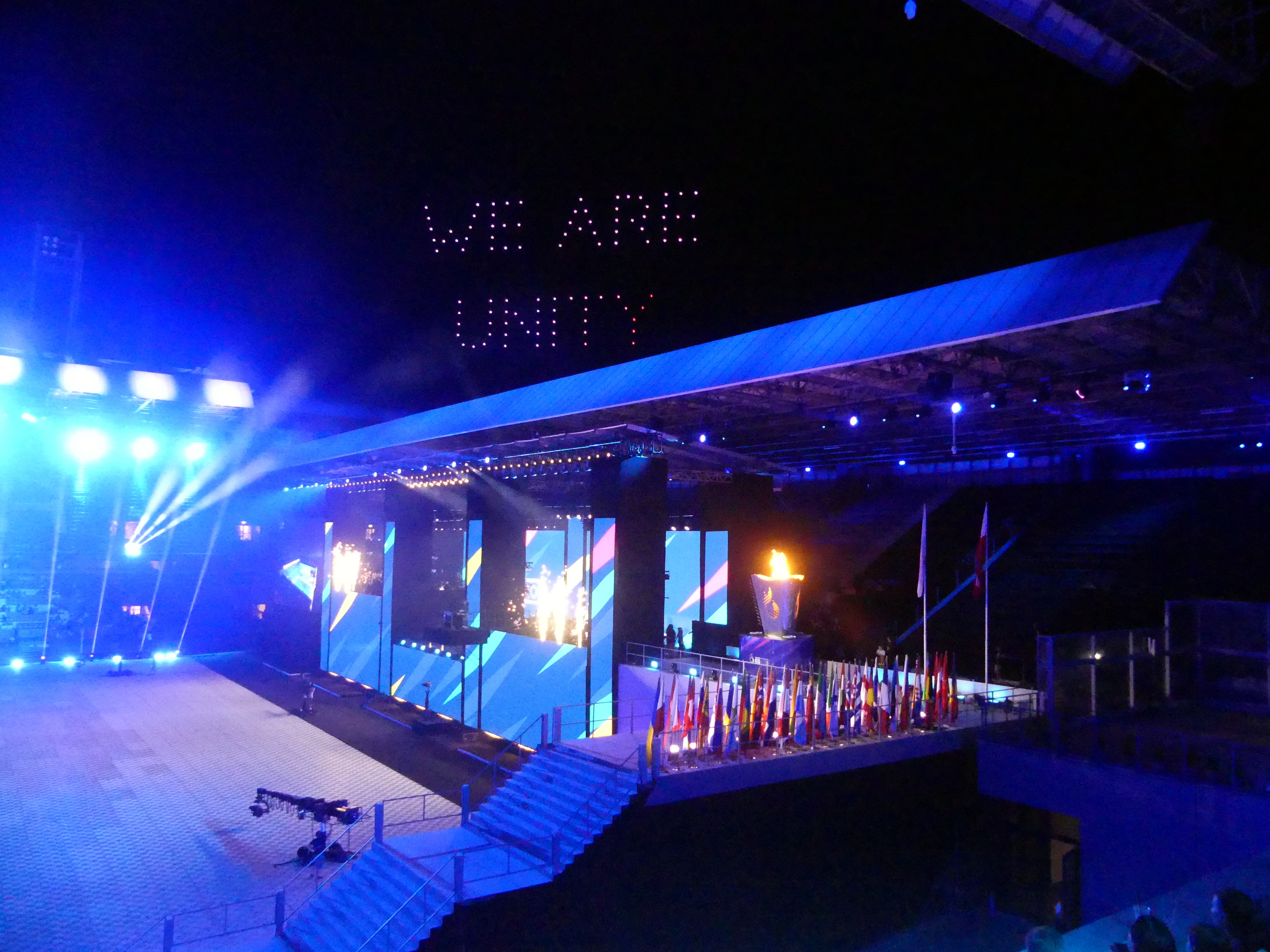
Церемонія відкриття Європейських ігор 2023 у Кракові, напис «Ми єдність» зроблений за допомогою дронів

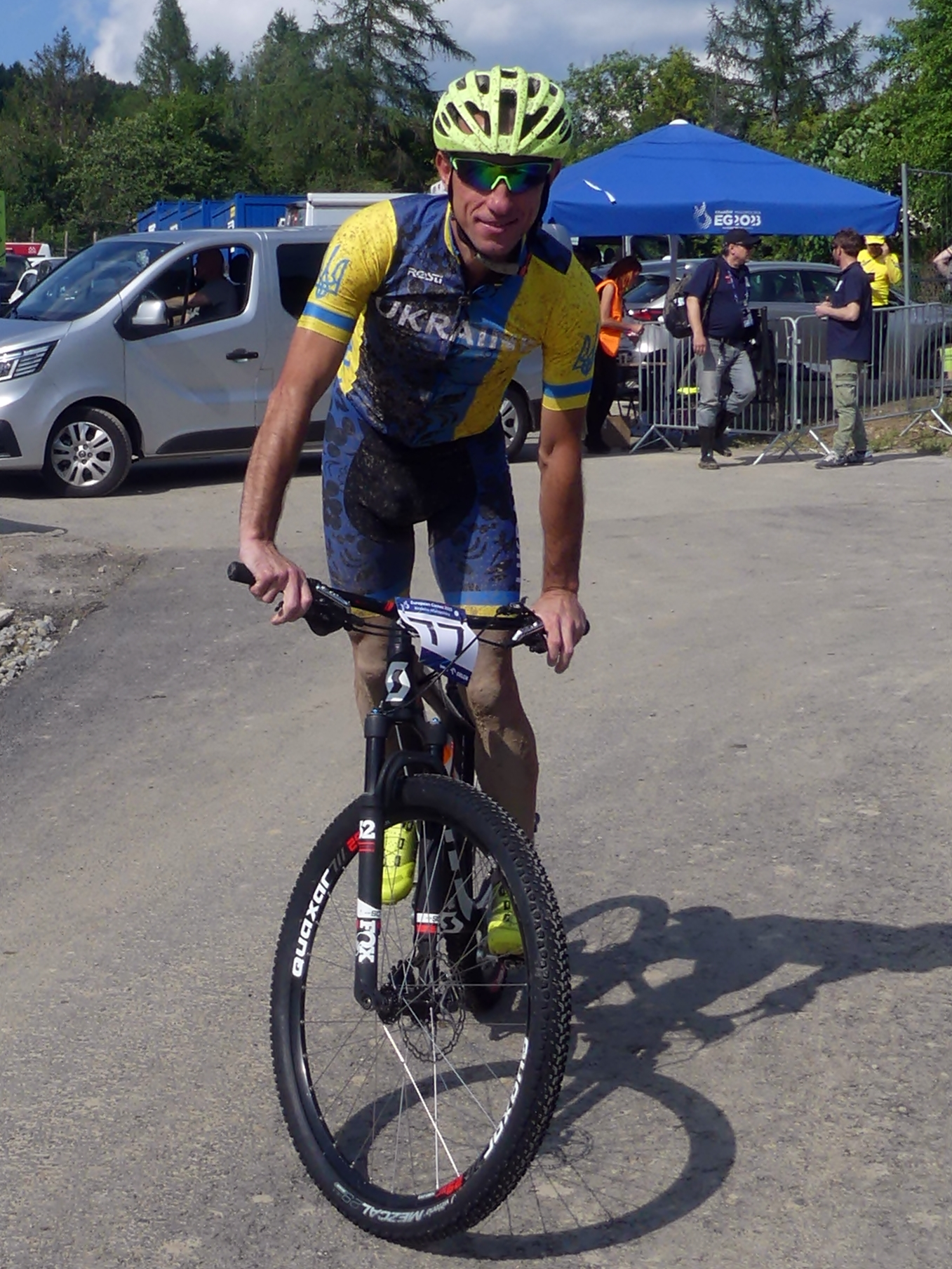
Сергій Рисенко, учасник з гірського велосипедного спорту, Криниця-Здруй

## Вибір міста

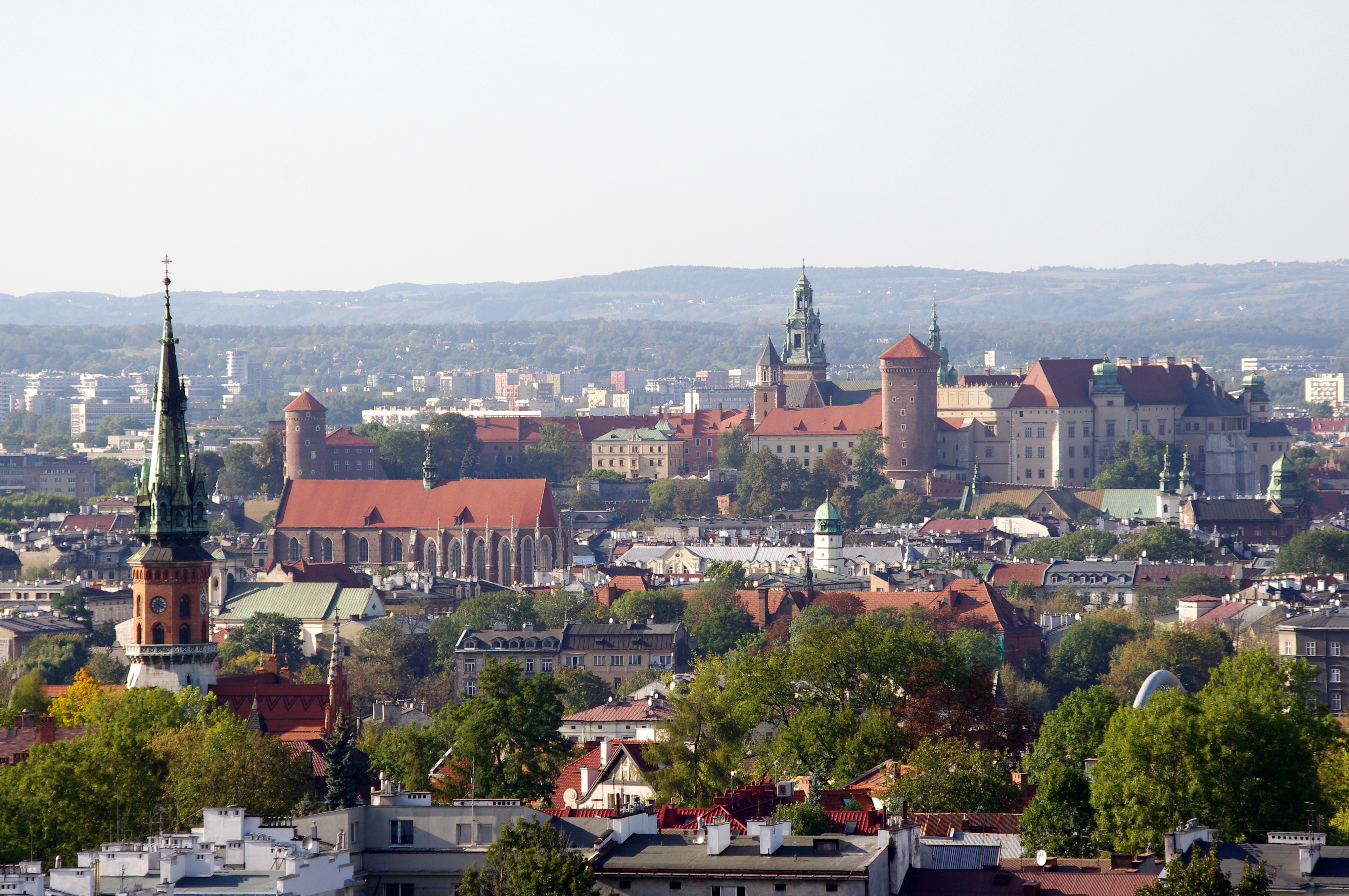
Краків обрано містом-господарем Європейських ігор 2023 року.

У проведенні ігор висловили зацікавленість міста: Манчестер (Британія), Хайфа (Ізраїль), Казань (Росія), Катовиці (Польща). Пізніше Катовиці було замінено на Краків. Заявки можна було подати до 31 травня 2019 року. Тоді, окрім Кракова, ніхто не подав заявку на проведення ігор. 6 червня 2019 ОКЄ неофіційно оголосив місцем проведення Європейських ігор 2023 це місто. Офіційно Краків став містом-господарем 21 червня 2019 року на засіданні в Мінську.
| Краків | Польща | Усі виборці за. Краків обрано господарем III Європейських ігор у 2023 році. |

## Символи

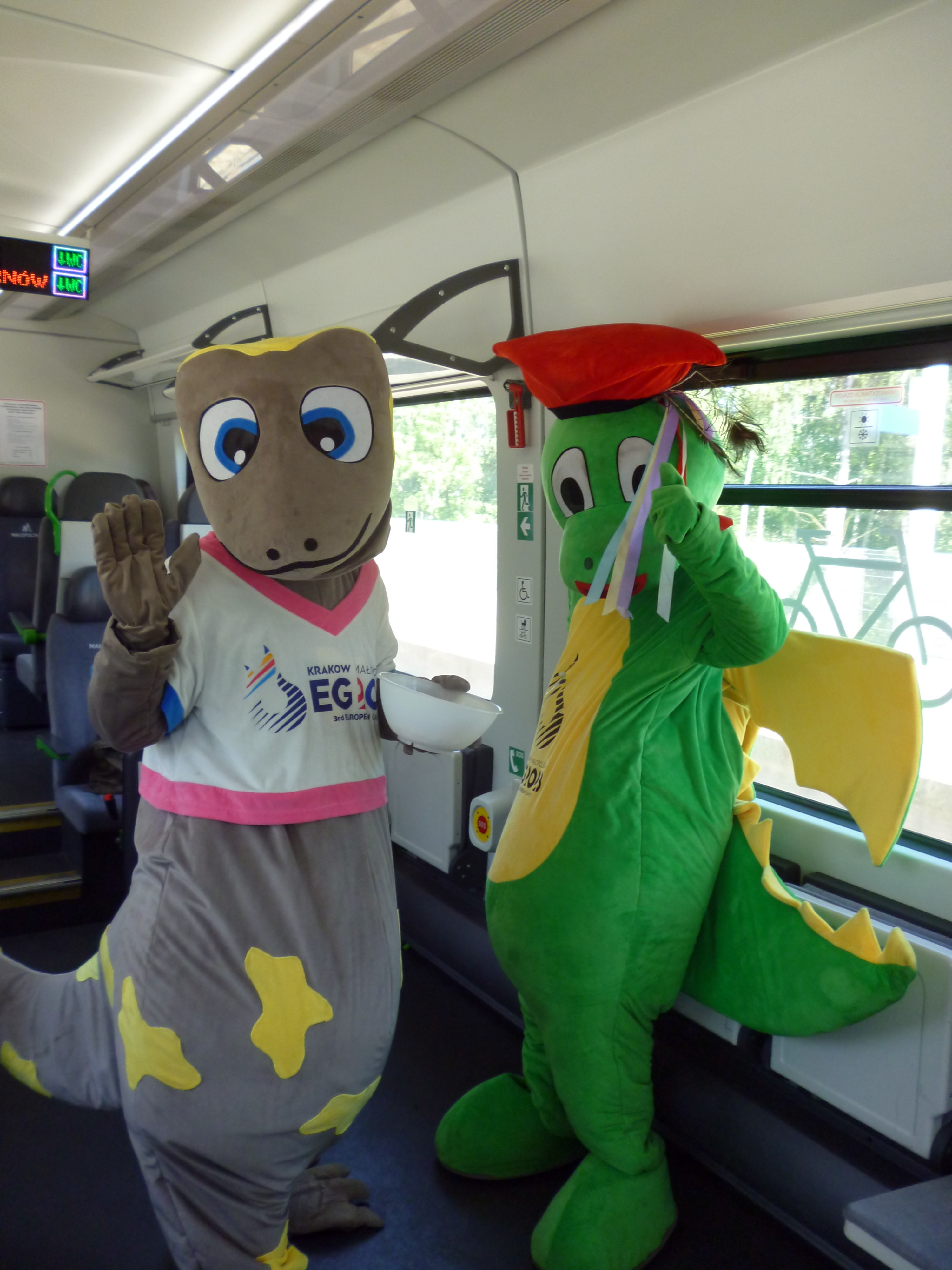
Талісмани III Європейських ігор дракон «Кракусек» та саламандра «Сандра»

### Логотип
Офіційний логотип ігор був представлений 21 червня 2022 року, рівно за рік до церемонії відкриття. Емблема, розроблена Марчіном Салавою, зображує полум'я, що містить вежі Св. Діви Марії, що представляє місто Краків і гори Татри, представляючи ландшафт Малопольського воєводства. Кольори, взяті з гербів Кракова та Малопольщі, символізують вогонь і воду. Кажуть, що вогонь символізує дію, волю, енергію, тоді як вода символізує духовність, емоції та очищення.

### Талісмани
Дракон «Кракусек» та саламандра «Сандра» були обрані офіційними талісманами Європейських ігор. Створення дизайну пропонувала молодь віком 5–15 років з усієї Польщі. Усього надійшло понад 2400 заявок. Дизайн дракона, створений 15-річною Катажиною Бістою з Лібьонжа, відсилає до місцевої культури та історії Кракова. Поряд із Кракушеком чорно-золота саламандра, створена 10-річною Глорією Горіл із Войнича, зображує вогняну саламандру, яку можна знайти на півдні Польщі.

## Змагання

### Види спорту
Заплановано проведення наступних змагань:
- Бадмінтон
- Баскетбол
- Бокс
- Брейк-данс
- Велоспорт
  - BMX
  - Маунтінбайк
- Веслування на байдарках і каное
- Дзюдо
- Водні види спорту
  -  Стрибки у воду
  -  Артистичне плавання
- Каное слалом
- Карате
- Кікбоксинг
- Легка атлетика
- Муай Тай
- Настільний теніс
- Падель
- Пляжний гандбол
- Пляжний футбол
- Регбі-7
- Сучасне п'ятиборство
- Стрільба
- Стрільба з лука
- Стрибки на лижах з трампліна
- Спортивне скелелазіння
- Текбол
- Тріатлон
- Тхеквондо
- Фехтування

Крім того, в офіційну програму входять наступні види спорту як «додаткові заходи» (демонстраційні види спорту):
- Гірський біг
- Автомобільний спорт
- Шахи
- Футбол для осіб з ампутацією
- Сумо
- Спортивне орієнтування

Європейські ігри з кіберспорту, визнані ОКЄ, також проводяться разом з Іграми, але не є частиною програми Кракова 2023. Загалом на Європейських іграх з кіберспорту будуть представлені дві дисципліни: Rocket League та eFootball. Ця кіберспортивна подія відбудеться під час третіх Європейських ігор у Кракові вперше за всю історію Європейських ігор. Турніри відбуватимуться в Міжнародному конгрес-центрі в Катовіце.

### Календар
| ЦВ | Церемонія відкриття | ● | Попередні змагання в дисциплінах | 1 | Розіграш медалей у дисциплінах | ЦЗ | Церемонія закриття |

| Червень/Липень 2023             | Червень/Липень 2023          | 20 Вів | 21 Сер | 22 Чет | 23 П'ят | 24 Суб | 25 Нед | 26 Пон | 27 Вів | 28 Сер | 29 Чет | 30 П'ят | 1 Суб | 2 Нед | Дисципліни        |
| ------------------------------- | ---------------------------- | ------ | ------ | ------ | ------- | ------ | ------ | ------ | ------ | ------ | ------ | ------- | ----- | ----- | ----------------- |
| Церемонії                       | Церемонії                    |        | ЦВ     |        |         |        |        |        |        |        |        |         |       | ЦЗ    |                   |
| Водні види спорту               | Артистичне плавання          |        | ●      | 2      | 2       | 2      | 2      |        |        |        |        |         |       |       | 8                 |
| Водні види спорту               | Стрибки у воду               |        |        | 1      | 2       | 2      | 2      | 2      | 2      | 2      |        |         |       |       | 13                |
| Стрільба з лука                 | Стрільба з лука              |        |        |        | ●       | 2      | 2      | ●      | ●      | 2      | 2      |         |       |       | 8                 |
| Легка атлетика                  | Легка атлетика               | ●      | ●      | ●      | 12      | 13     | 12     |        |        |        |        |         |       |       | 37                |
| Бадмінтон                       | Бадмінтон                    |        |        |        |         |        |        | ●      | ●      | ●      | ●      | ●       | 2     | 3     | 5                 |
| Баскетбол (3х3)                 | Баскетбол (3х3)              |        | ●      | ●      | ●       | 2      |        |        |        |        |        |         |       |       | 2                 |
| Пляжний гандбол                 | Пляжний гандбол              | ●      | ●      | 2      |         |        |        |        |        |        |        |         |       |       | 2                 |
| Пляжний футбол                  | Пляжний футбол               |        |        |        |         |        |        |        | ●      | ●      | ●      | ●       | 2     |       | 2                 |
| Бокс                            | Бокс                         |        |        |        | ●       | ●      | ●      | ●      | ●      | ●      |        | ●       | 7     | 6     | 13                |
| Брейкданс                       | Брейкданс                    |        |        |        |         |        |        | ●      | 2      |        |        |         |       |       | 2                 |
| Веслування на байдарках і каноє | Слалом                       |        |        |        |         |        |        |        |        |        | 2      | 2       | 2     | 4     | 10                |
| Веслування на байдарках і каноє | Спринт                       |        | ●      | 4      | 6       | 6      |        |        |        |        |        |         |       |       | 16                |
| Велоспорт                       | BMX                          |        | ●      | 2      |         |        |        |        |        |        |        |         |       |       | 2                 |
| Велоспорт                       | Маунтенбайк                  |        |        |        |         |        | 2      |        |        |        |        |         |       |       | 2                 |
| Фехтування                      | Фехтування                   |        |        |        |         |        | 2      | 2      | 2      | 2      | 2      | 2       |       |       | 12                |
| Дзюдо                           | Дзюдо                        |        |        |        |         |        |        |        |        |        |        |         | 1     |       | 1                 |
| Карате                          | Карате                       |        |        | 6      | 6       |        |        |        |        |        |        |         |       |       | 12                |
| Кікбоксинг                      | Кікбоксинг                   |        |        |        |         |        |        |        |        |        |        | ●       | ●     | 16    | 16                |
| Сучасне п'ятиборство            | Сучасне п'ятиборство         |        |        |        |         |        | ●      | ●      | ●      | ●      | 1      |         | 4     |       | 5                 |
| Муай тай                        | Муай тай                     |        |        |        |         |        | ●      | ●      | 10     |        |        |         |       |       | 10                |
| Падель                          | Падель                       |        | ●      | ●      | ●       | ●      | 3      |        |        |        |        |         |       |       | 3                 |
| Регбі-7                         | Регбі-7                      |        |        |        |         |        | ●      | ●      | 2      |        |        |         |       |       | 2                 |
| Стрільба                        | Стрільба                     |        |        | 3      | 3       | 4      | 3      | 3      | 3      | 2      | 2      | 3       | 2     | 2     | 30                |
| Стрибки на лижах з трампліна    | Стрибки на лижах з трампліна |        |        |        |         |        |        |        | 1      | 1      | 1      | 1       | 1     |       | 5                 |
| Скелелазіння                    | Скелелазіння                 |        |        | 1      | 1       | 2      | 2      |        |        |        |        |         |       |       | 6                 |
| Настільний теніс                | Настільний теніс             |        |        |        | ●       | ●      | ●      | 1      | 2      | ●      | ●      | ●       | 2     |       | 5                 |
| Тхеквондо                       | Тхеквондо                    |        |        |        | 4       | 4      | 4      | 4      |        |        |        |         |       |       | 16                |
| Текбол                          | Текбол                       |        |        |        |         |        |        |        |        | 1      | 1      | 1       | 2     |       | 5                 |
| Тріатлон                        | Тріатлон                     |        |        |        |         |        |        |        | 1      | 1      |        |         | 1     |       | 3                 |
| Розіграно медалей за день       | Розіграно медалей за день    |        |        | 21     | 36      | 37     | 34     | 12     | 25     | 11     | 11     | 9       | 26    | 31    | 253               |
| Всього медалей                  | Всього медалей               |        |        | 21     | 57      | 94     | 128    | 140    | 165    | 176    | 187    | 196     | 222   | 253   | 253               |
| Червень/Липень 2023             | Червень/Липень 2023          | 20 Вів | 21 Сер | 22 Чет | 23 П'ят | 24 Суб | 25 Нед | 26 Пон | 27 Вів | 28 Сер | 29 Чет | 30 П'ят | 1 Суб | 2 Нед | Загалом дисциплін |

## Місця проведення
Змагання відбуватимуться в місті Кракові, Малопольському воєводстві та в Хожуві, Сілезькому воєводстві.

### Краків (11 видів спорту)

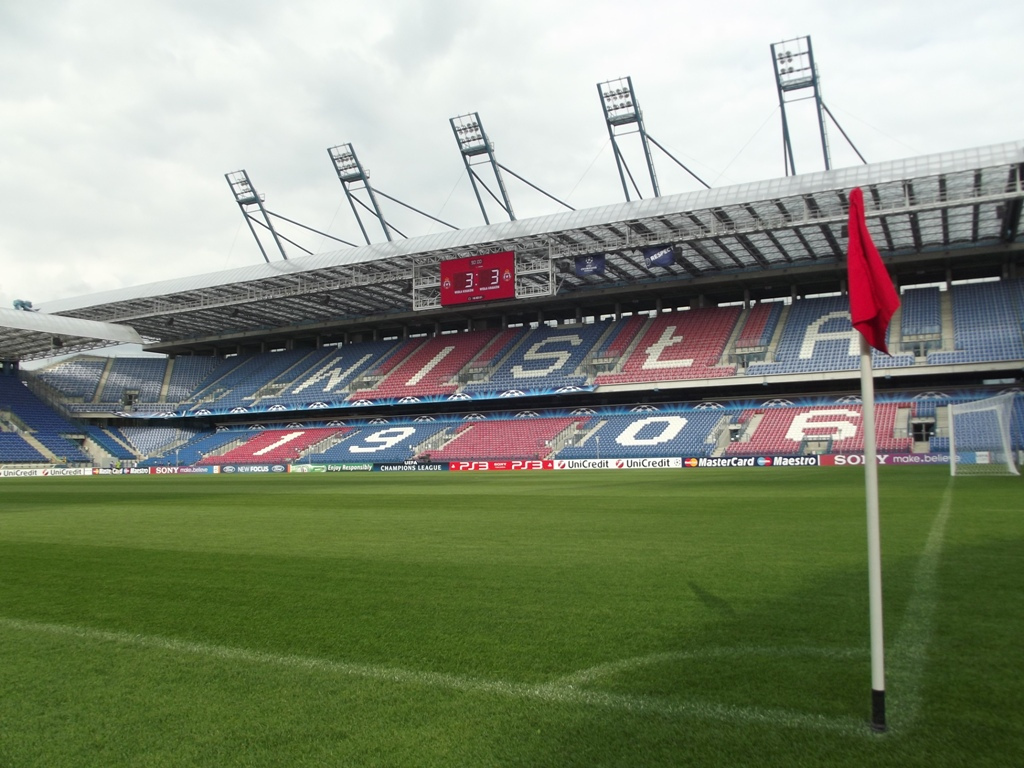
На Міському стадіоні в Кракові відбудуться церемонії відкриття та закриття

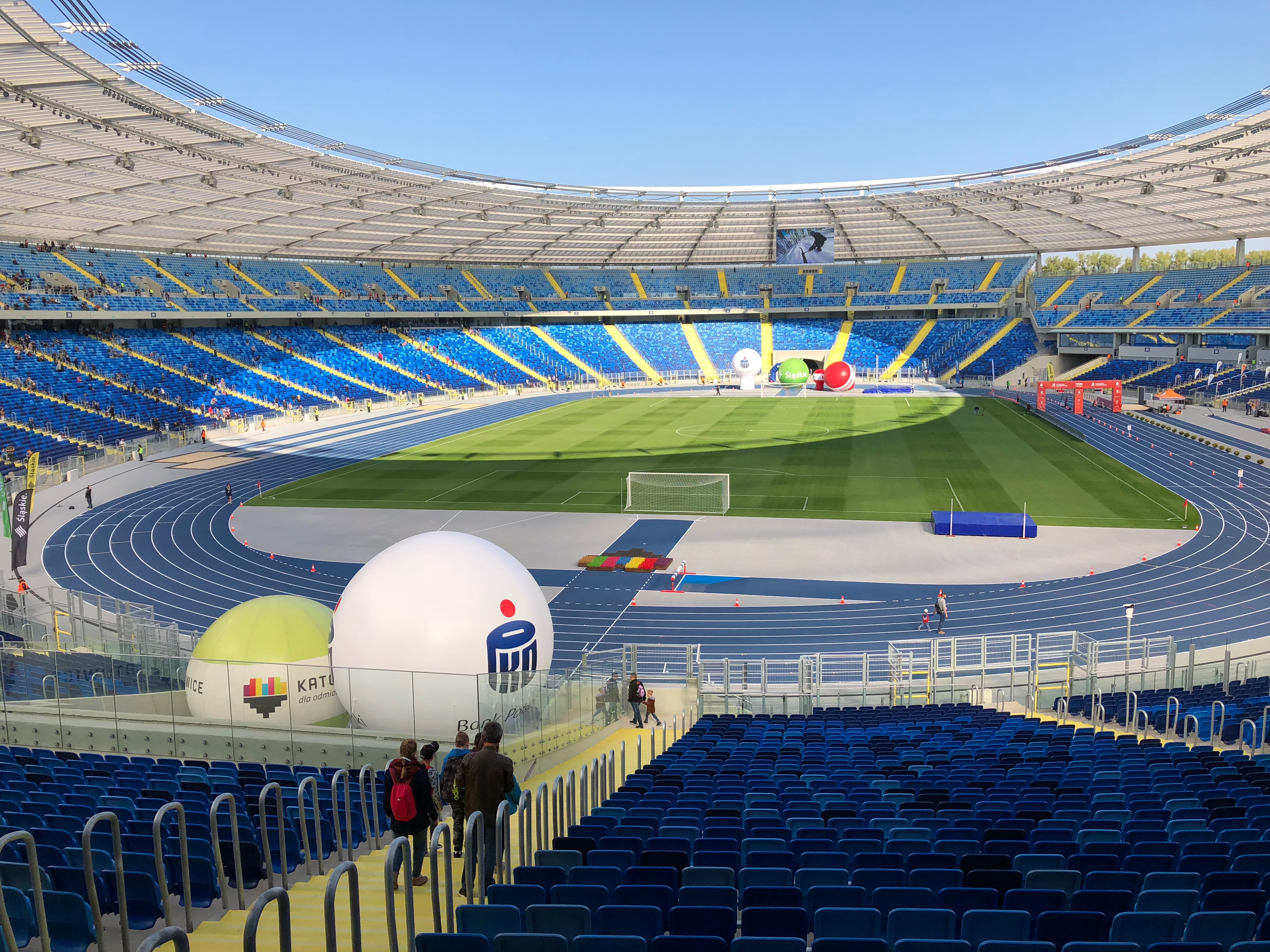
На Сілезькому стадіоні у Хожуві відбудуться змагання з легкої атлетики

| Місце                                        | Вид спорту                               |
| -------------------------------------------- | ---------------------------------------- |
| Міський стадіон                              | Церемонія відкриття за закриття, Регбі-7 |
| Краковія                                     | Баскетбол 3х3                            |
| Хутник Арена                                 | Настільний тенніс                        |
| Траса Краків-Кольна                          | Каное слалом                             |
| Криспінувська затока                         | Каное спринт                             |
| Парк стрільби з лука Плашовянка              | Стрільба з лука                          |
| Краків-Арена                                 | Фехтування                               |
| Спортивний центр AWF                         | Сучасне п'ятиборство                     |
| Площа Ринок                                  | Текбол, Падель                           |
| Озеро Нова Хута, парк Новогуцьке водосховище | Тріатлон                                 |

### Крешовиці (1 вид спорту)
| Місце              | Вид спорту |
| ------------------ | ---------- |
| BMX Парк Крешовиці | BMX        |

### Мислениці (2 види спорту)
| Місце           | Вид спорту           |
| --------------- | -------------------- |
| Мислениці Арена | Кікбоксинг, Муай Тай |

### Хожув (1 вид спорту)

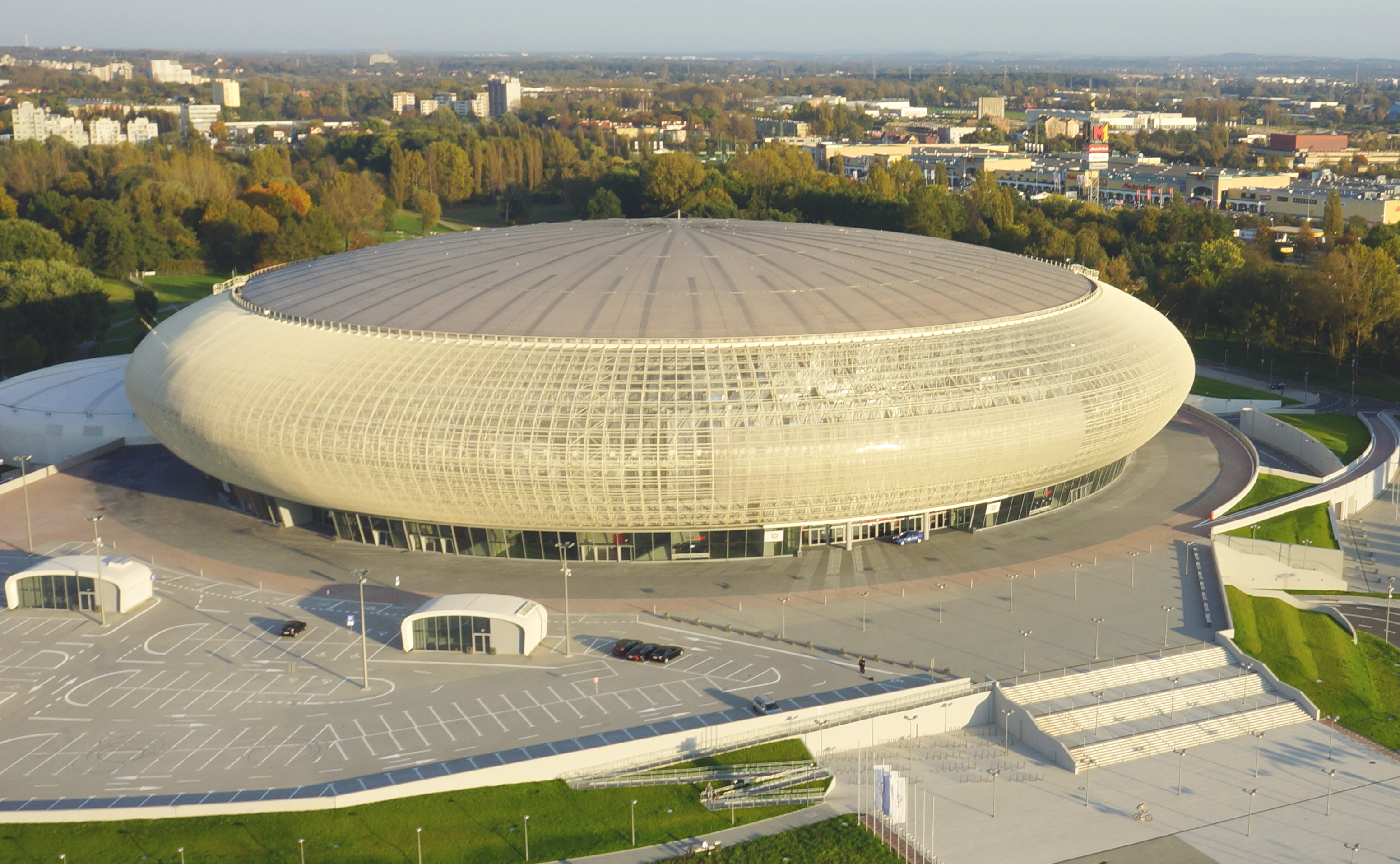
Краків-Арена

| Місце             | Вид спорту     |
| ----------------- | -------------- |
| Сілезький стадіон | Легка атлетика |

### Криниця-Здруй (3 види спорту)

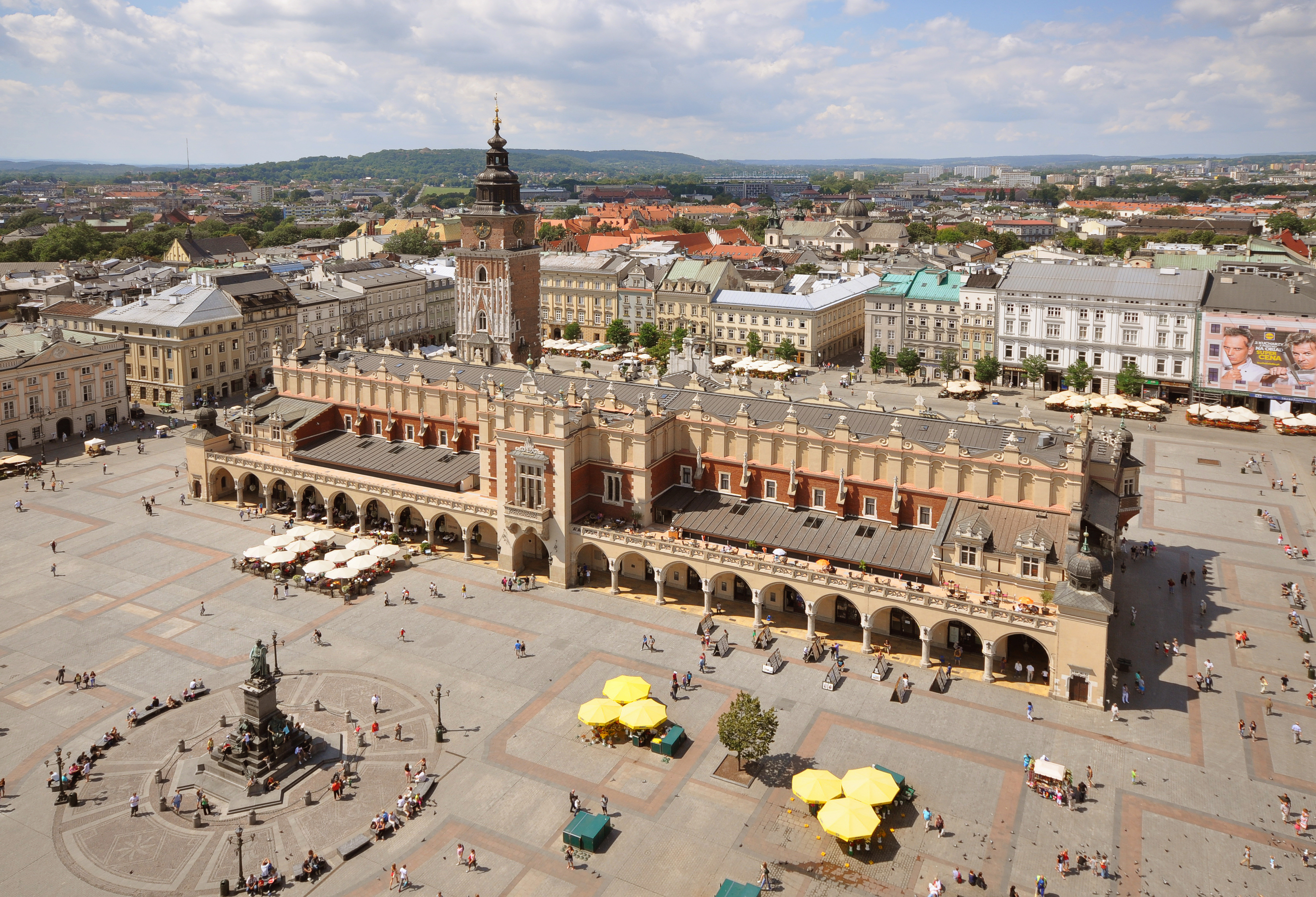
Площа Ринок

| Місце                      | Вид спорту       |
| -------------------------- | ---------------- |
| Парк на горі Криниця-Здруй | Маунтенбайк      |
| Арена Криниця-Здруй        | Дзюдо, Тхеквондо |

### Новий Сонч (1 вид спорту)

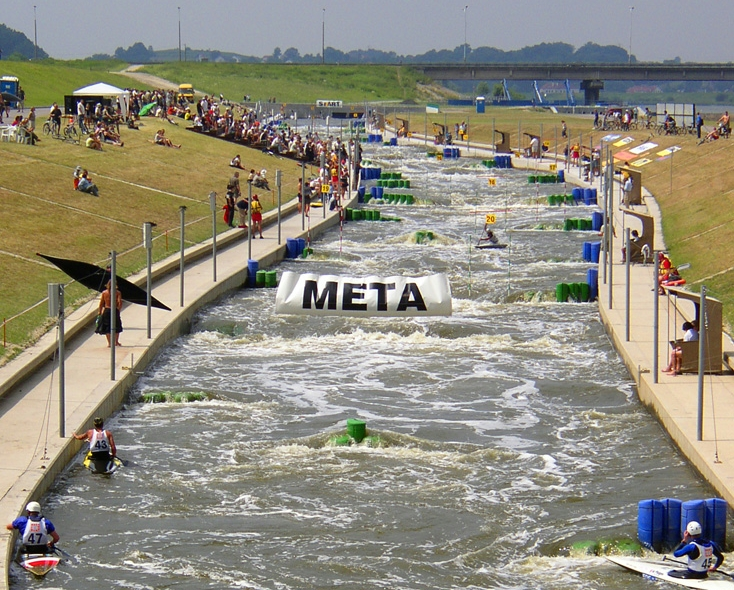

| Місце                         | Вид спорту |
| ----------------------------- | ---------- |
| Стшелецький національний парк | Брейкданс  |

### Освенцим (1 вид спорту)

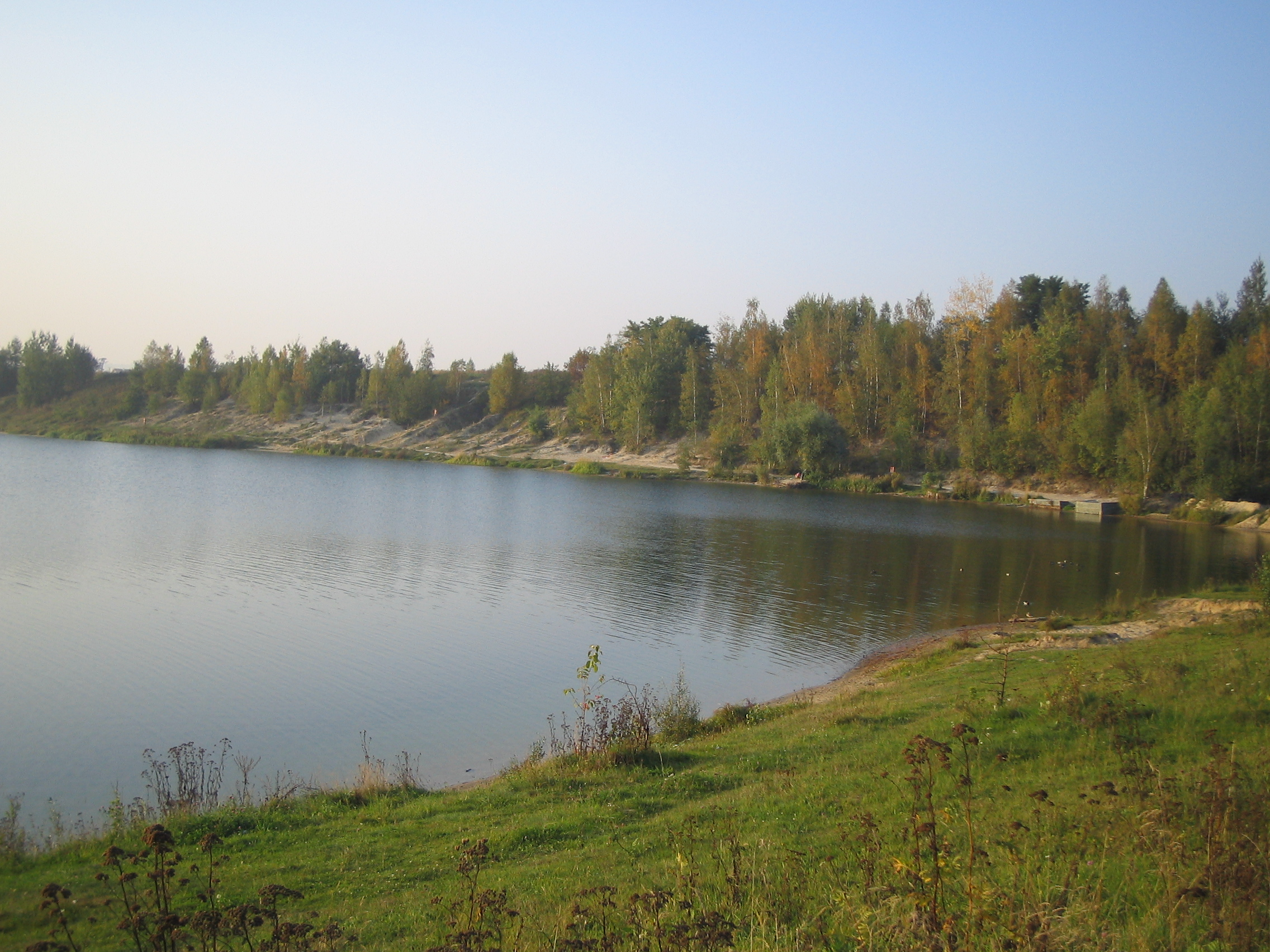
Озеро Криспінув

| Місце                     | Вид спорту          |
| ------------------------- | ------------------- |
| Центр водних видів спорту | Артистичне плавання |

### Жешув (1 вид спорту)
| Місце         | Вид спорту     |
| ------------- | -------------- |
| Дайвинг Арена | Стрибки у воду |

### Тарнів (4 види спорту)

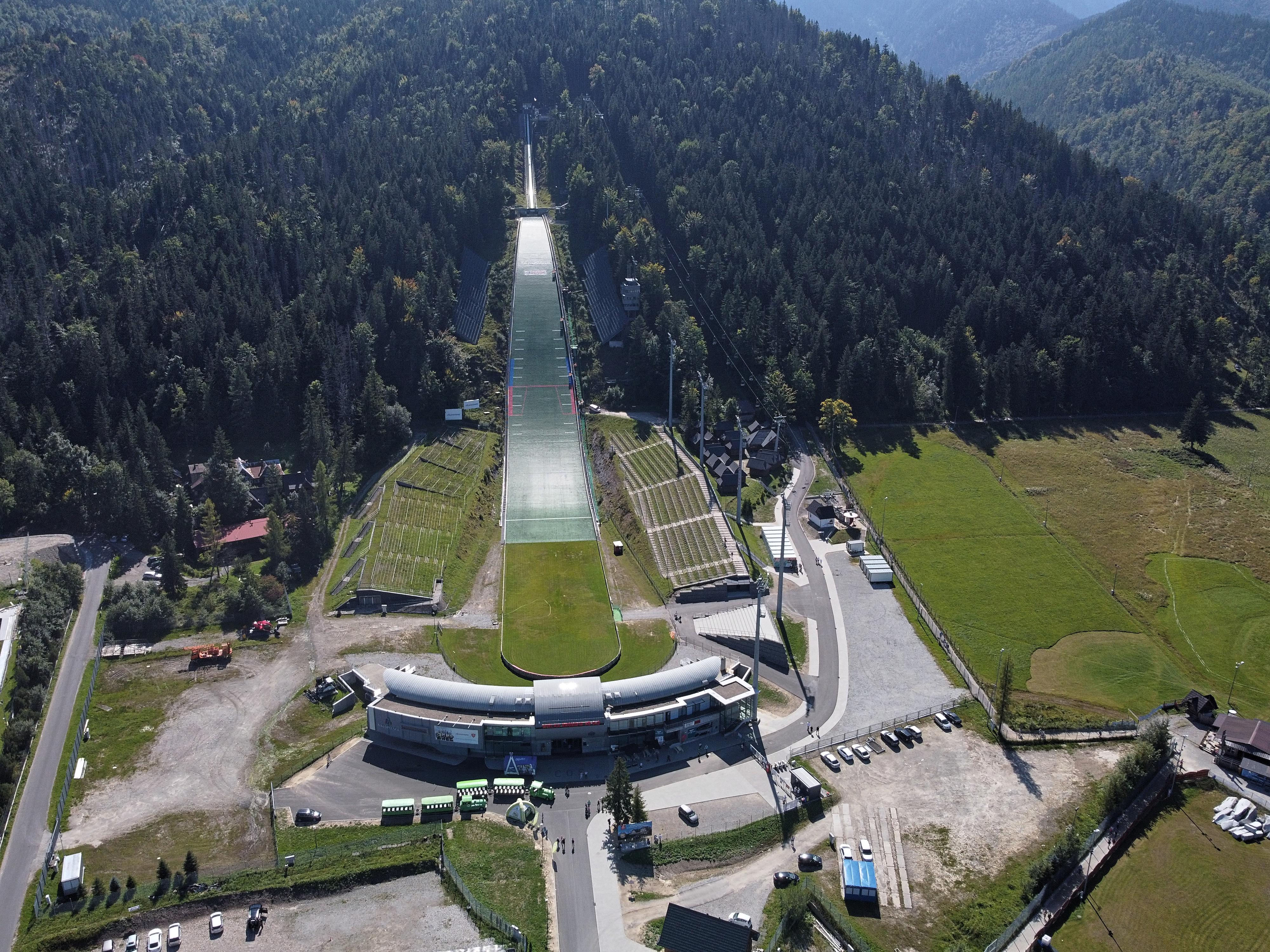
Велика Кроква

| Місце                     | Вид спорту                      |
| ------------------------- | ------------------------------- |
| Арена Ластівка Тарнова    | Бадмінтон                       |
| Пляжна Арена Тарнів       | Пляжний гандбол, пляжний футбол |
| Центр скелелазіння Тарнів | Скелелазіння                    |

### Вроцлав (1 вид спорту)
| Місце                     | Вид спорту |
| ------------------------- | ---------- |
| Стрілецький центр Вроцлав | Стрільба   |

### Закопане (1 вид спорту)
| Місце         | Вид спорту                   |
| ------------- | ---------------------------- |
| Велика Кроква | Стрибки на лижах з трампліна |

### Новий Торг (1 вид спорту)
| Місце            | Вид спорту |
| ---------------- | ---------- |
| Новий Торг Арена | Бокс       |

### Бельсько-Бяла (1 вид спорту)
| Місце               | Вид спорту |
| ------------------- | ---------- |
| Бельсько-Бяла Арена | Карате     |

## Учасники
Уряд Польщі заявив, що спортсменам з Росії та Білорусі заборонять відвідувати Ігри через вторгнення Росії в Україну.
Очікується участь наступних 48 країн:
| Збірні, що беруть участь |
| --- |
| - Австрія (171) - Азербайджан - Албанія (11) - Андорра - Бельгія (97) - Болгарія (97) - Боснія і Герцеговина - Велика Британія (178) - Вірменія - Греція - Грузія - Данія - Ізраїль - Ірландія - Ісландія - Іспанія (307) - Італія - Естонія - Косово (3) - Кіпр - Латвія - Литва (131) - Люксембург - Ліхтенштейн - Мальта - Молдова - Монако - Норвегія - Нідерланди - Німеччина - Польща (господарка) - Португалія - Північна Македонія - Румунія - Сан-Марино - Сербія - Словаччина - Словенія - Туреччина - Угорщина - Україна (263) - Франція - Фінляндія - Хорватія - Чехія - Чорногорія - Швейцарія - Швеція |

## Таблиця медалей
*   Країна-господарка (  Польща)
| Місце               | НОК                  | Золото | Срібло | Бронза | Загалом |
| ------------------- | -------------------- | ------ | ------ | ------ | ------- |
| 1                   | Італія               | 35     | 26     | 39     | 100     |
| 2                   | Іспанія              | 21     | 17     | 19     | 57      |
| 3                   | Україна              | 21     | 12     | 8      | 41      |
| 4                   | Німеччина            | 20     | 16     | 27     | 63      |
| 5                   | Франція              | 17     | 19     | 26     | 62      |
| 6                   | Польща*              | 13     | 19     | 18     | 50      |
| 7                   | Велика Британія      | 12     | 10     | 27     | 49      |
| 8                   | Угорщина             | 10     | 10     | 18     | 38      |
| 9                   | Туреччина            | 9      | 9      | 20     | 38      |
| 10                  | Нідерланди           | 8      | 6      | 5      | 19      |
| 11                  | Чехія                | 7      | 10     | 11     | 28      |
| 12                  | Австрія              | 7      | 6      | 6      | 19      |
| 13                  | Швейцарія            | 7      | 5      | 12     | 24      |
| 14                  | Данія                | 7      | 5      | 5      | 17      |
| 15                  | Румунія              | 6      | 6      | 5      | 17      |
| 16                  | Норвегія             | 6      | 4      | 5      | 15      |
| 17                  | Хорватія             | 5      | 4      | 4      | 13      |
| 18                  | Ірландія             | 4      | 4      | 5      | 13      |
| 19                  | Грузія               | 4      | 2      | 3      | 9       |
| 20                  | Словенія             | 3      | 8      | 2      | 13      |
| 21                  | Португалія           | 3      | 7      | 6      | 16      |
| 22                  | Сербія               | 3      | 6      | 7      | 16      |
| 23                  | Болгарія             | 3      | 4      | 5      | 12      |
| 24                  | Азербайджан          | 3      | 2      | 6      | 11      |
| 25                  | Латвія               | 3      | 2      | 2      | 7       |
| 26                  | Швеція               | 2      | 7      | 5      | 14      |
| 27                  | Греція               | 2      | 5      | 10     | 17      |
| 28                  | Бельгія              | 2      | 5      | 6      | 13      |
| 29                  | Литва                | 2      | 2      | 4      | 8       |
| 30                  | Фінляндія            | 2      | 1      | 5      | 8       |
| 31                  | Естонія              | 2      | 1      | 0      | 3       |
| 32                  | Албанія              | 2      | 0      | 0      | 2       |
| 33                  | Словаччина           | 1      | 4      | 3      | 8       |
| 34                  | Ізраїль              | 1      | 1      | 3      | 5       |
| 35                  | Молдова              | 1      | 0      | 1      | 2       |
| 36                  | Кіпр                 | 0      | 3      | 2      | 5       |
| 37                  | Вірменія             | 0      | 1      | 2      | 3       |
| 38                  | Люксембург           | 0      | 1      | 1      | 2       |
| 39                  | Північна Македонія   | 0      | 1      | 0      | 1       |
| 39                  | Монако               | 0      | 1      | 0      | 1       |
| 39                  | Боснія і Герцеговина | 0      | 1      | 0      | 1       |
| Загалом (41 збірна) | Загалом (41 збірна)  | 254    | 253    | 333    | 840     |

## Трансляція
50 країн світу транслюватимуть Європейські ігри.
- Албанія – RTSH
- Австрія – ORF
- Азербайджан – AzTV
- Бельгія – RTBF та VRT
- Болгарія – BNT
- Хорватія – HRT
- Кіпр – CyBC
- Чехія – ČT sport
- Естонія – ERR
- Фінляндія – Yle
- Франція – TF1 та La chaine L'Équipe
- Німеччина – ARD та ZDF
- Греція – ERT
- Угорщина – M4
- Ісландія – RÚV
- Ірландія – RTÉ
- Ізраїль – TSC
- Італія – RAI
- Косово – RTK
- Литва – LRT
- Нідерланди – NOS
- Норвегія – NRK
- Польща – TVP
- Португалія – RTP
- Румунія – TVR
- Словаччина – RTVS
- Словенія – RTV Slovenija
- Іспанія – RTVE та ENJOY
- Швеція – SVT та SR
- Швейцарія – SRG SSR
- Туреччина – TRT and SARI
- Україна – Суспільне Спорт
- Велика Британія – BBC